# Węzeł cieplny

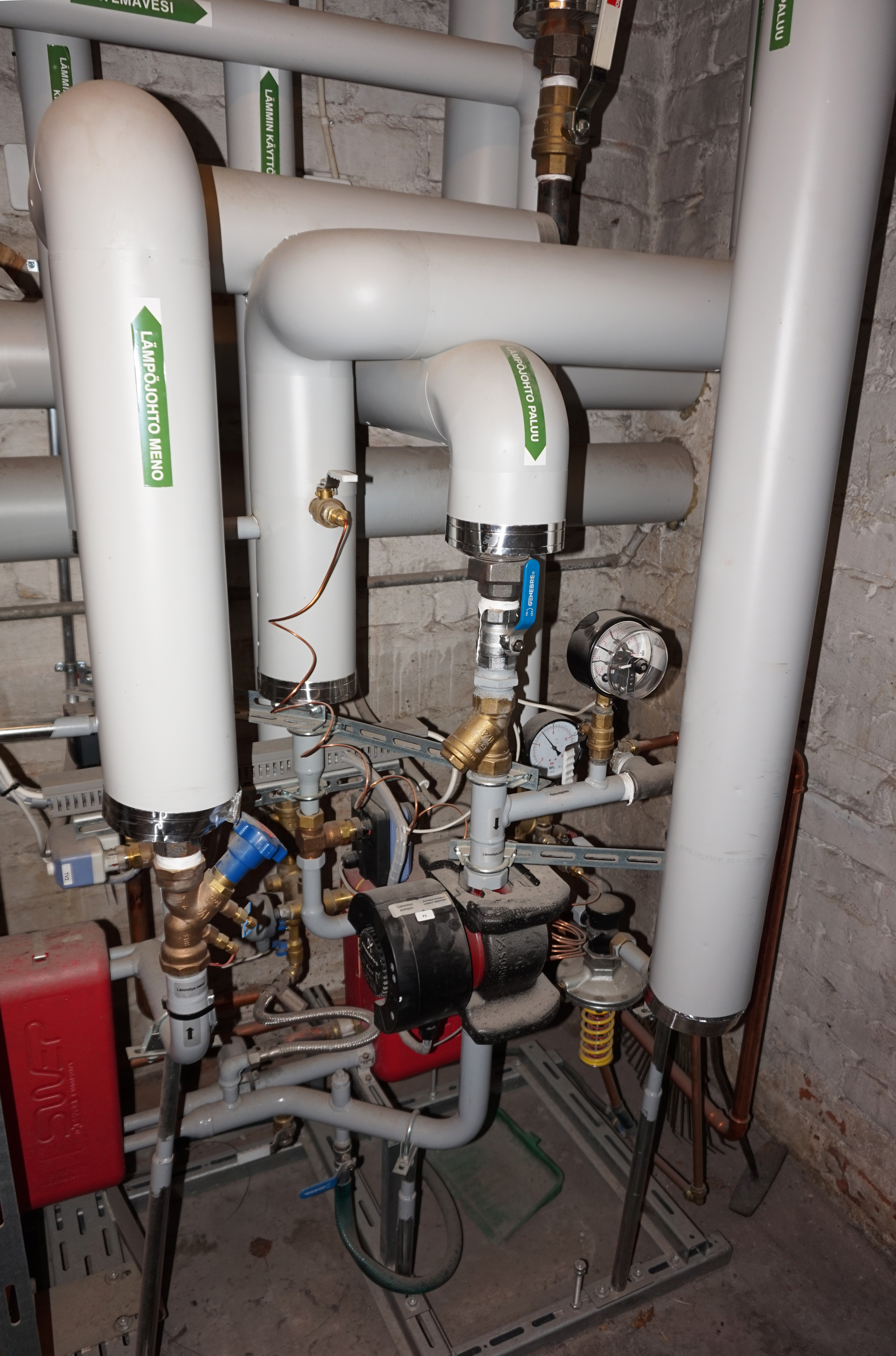
Węzeł cieplny

Węzeł cieplny – połączone ze sobą urządzenia lub instalacje służące do zmiany rodzaju lub parametrów nośnika ciepła dostarczanego z przyłącza oraz regulacji ilości ciepła dostarczanego do instalacji odbiorczych.
Zadaniem węzłów cieplnych jest rozdział dostarczonego siecią ciepła do poszczególnych gałęzi odbiorczych, jak również miejscowa regulacja czynnika grzewczego i kontrola pod względem bezpieczeństwa procesu rozdziału energii i pracy poszczególnych urządzeń. Z tego względu w węźle cieplnym zlokalizowane są urządzenia służące do:
- wymiany ciepła pomiędzy siecią cieplną a odbiorcami
- odcięcia dopływu czynnika,
- oczyszczania dopływającego czynnika,
- zmiany parametrów czynnika,
- kontroli bezpieczeństwa,
- pomiaru i regulacji poszczególnych parametrów (temperatur, ciśnień, przepływów)

## Klasyfikacja
Klasyfikacja węzłów ciepłowniczych przedstawia się następująco:
1. Podział z uwagi na sposób połączenia sieci zewnętrznej z instalacją wewnętrzną:
  - węzły bezpośrednie – dzielą się one na węzły bez zmiany parametrów i na węzły z transformacją parametrów, te ostatnie obejmują węzły hydroelewatorowe oraz zmieszania pompowego,
  - węzły pośrednie (wymiennikowe węzły cieplne);
2. Podział ze względu na liczbę ogrzewanych budynków:
  - węzły indywidualne,
  - węzły grupowe.
3. Podział ze względu na liczbę przyłączonych instalacji:
  - węzły jednofunkcyjne,
  - wielofunkcyjne.
4. Podział ze względu na rodzaj pełnionych funkcji:
  - węzły centralnego ogrzewania,
  - węzły centralnej ciepłej wody użytkowej,
  - węzły ciepła technologicznego.
5. Podział ze względu na liczbę stref przygotowania ciepłej wody użytkowej:
  - węzły jednostopniowe,
  - węzły dwustopniowe.
6. Podział ze względu na układ połączeń w węzłach wielofunkcyjnych po stronie sieciowej:
  - węzły równoległe,
  - węzły szeregowe,
  - węzły szeregowo-równoległe,
  - węzły szeregowo-szeregowe.
7. Podział z uwagi na rodzaj nośnika energii zasilającego węzeł:
  - węzły zasilane wodą gorącą,
  - węzły zasilane parą nisko- lub wysokoprężną.